# Терентьев, Фёдор Александрович
Фёдор Александрович Терентьев (19 марта 1944, Новгород-Северский, Украинская ССР — 6 декабря 1983, Ашхабадская область, Туркменская ССР) — русский советский поэт, гетероним или мистификация неизвестного авторства.

## Биография
Все биографические сведения о Фёдоре Терентьеве были опубликованы в посвящённом его творчеству сообществе от лица Майи Виноградовой — студенческой подруги поэта. Даже публиковалась их совместное фото.
Из воспоминаний Виноградовой было известно, что Фёдор родился в Новгороде-Северском в семье Александра Ивановича Терентьева, тракториста, и Валентины Леонидовны Терентьевой, медсестры. После смерти отца в 1950 году семья Терентьевых переехала в Чернигов. В Чернигове поэт окончил школу и промышленный техникум, получив профессию токаря. В 1963 году поступает на филологический факультет в Киевский педагогический институт имени А. М. Горького, где и знакомится с Майей Виноградовой. Жил в Москве, Киеве и Ленинграде, нигде не публикуясь, не принимая участия в литературной жизни, и злоупотребляя алкоголем. Погиб 6 декабря 1983 года во время одиночного похода в горы Копетдага от заражения крови. Похоронен на Ватутинском кладбище в Ашхабаде.
14 декабря 2023 года в сообществе появилась запись, что личность и творчество Фёдора Терентьева выдуманы. В более позднем интервью автор сообщил, что на фотографиях Терентьева изображены другие люди.
О себе автор рассказал, что он земляк поэта и музыканта Вени Д’ркина, а по образованию историк. Также он не исключил издание книги со стихами Федора Терентьева.

## Творчество
С 2016 года стихи публиковались в сообществе «Федор Терентьев» в социальной сети ВКонтакте. С 2017 года появляются публикации о поэте в различных интернет-изданиях.
Не позже 2019 года существование Терентьева вне литературной среды своего времени, а также отсутствие информации о публикаторах его творчества стало почвой для дискуссии о возможной мистификации.
В 2019 году в проекте «About» вышел короткометражный фильм, посвященный стихотворению «Оторвись от земли, снег до белых колен…».
14 декабря 2023 года в официальном сообществе «Вконтакте» появилась запись, что Фёдор Терентьев — вымышленный персонаж и его стихотворений больше не будет опубликовано.

## Награды
2020 — Лауреат Первой независимой петербургской премии «Georgievich Award. Heaven 49»: присуждён орден «С Благодарностью от Человечества!» (номинирован — декабрь 2019 г., объявление результатов — февраль 2020 г.).